# Narcissus gaditanus
Narcissus gaditanus är en amaryllisväxtart som beskrevs av Pierre Edmond Boissier och Georges François Reuter. Narcissus gaditanus ingår i släktet narcisser, och familjen amaryllisväxter. Inga underarter finns listade i Catalogue of Life.

## Bildgalleri

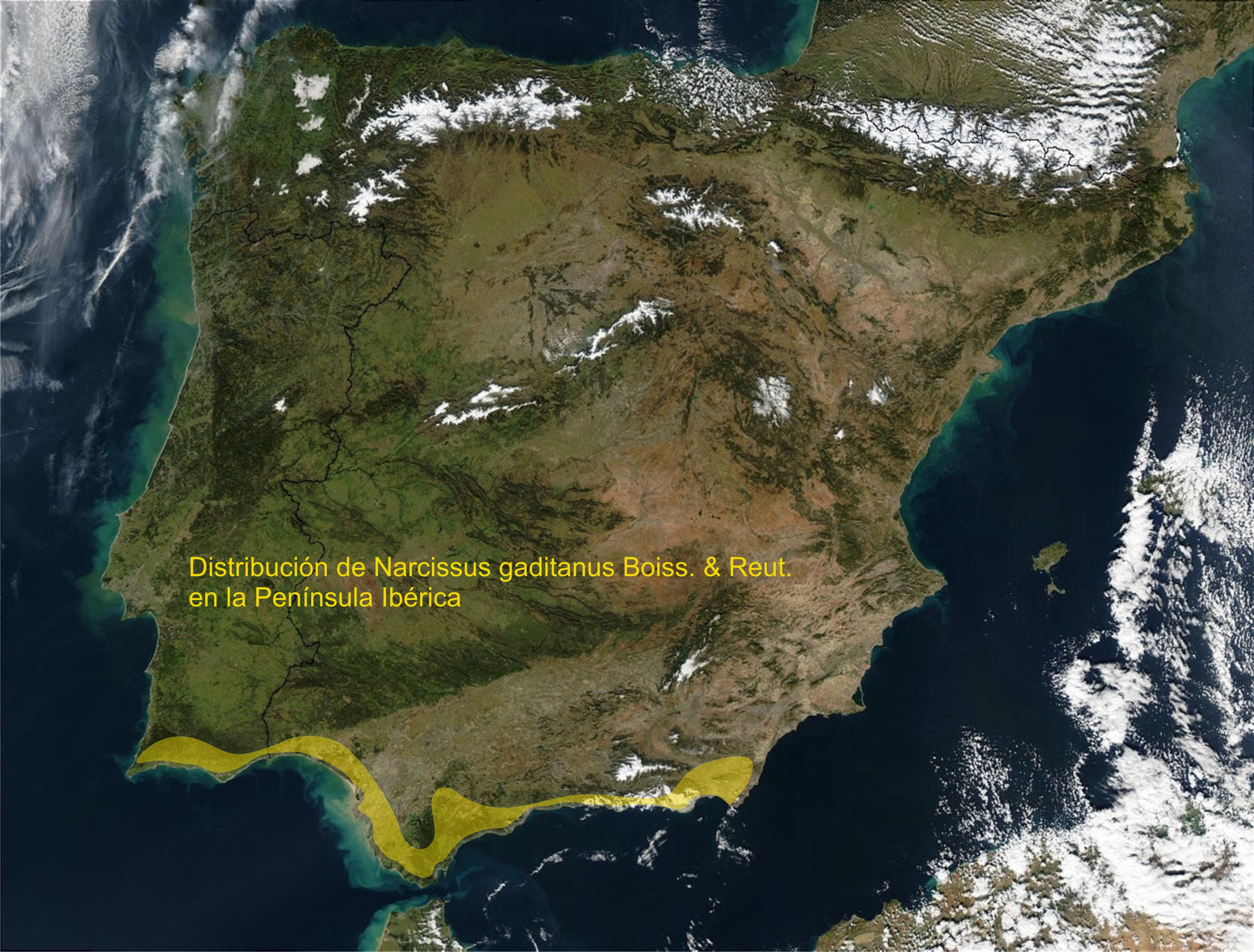